# Malab al-Bahrajn al-watani
Malab al-Bahrajn al-watani (arab. إستاد البحرين الوطني, dosł. Stadion narodowy Bahrajnu) – wielofunkcyjny stadion w Ar-Rifa, w Bahrajnie. Może pomieścić 35 580 widzów. Posiada bieżnię lekkoatletyczną, oświetlenie o natężeniu 1400 luksów oraz zadaszoną zachodnią, główną trybunę. Na obiekcie odbył się turniej finałowy Pucharu Klubowych Mistrzów Azji 1992/1993, stadion gościł również spotkania Pucharu Zatoki Perskiej w latach 1986 i 1998, a także był jedną z aren Pucharu Zatoki Perskiej w 2013 roku.